# 9nine
 (juillet 2013).
Si vous disposez d'ouvrages ou d'articles de référence ou si vous connaissez des sites web de qualité traitant du thème abordé ici, merci de compléter l'article en donnant les références utiles à sa vérifiabilité et en les liant à la section « Notes et références ».
9nine (ナイン, Nain, prononcé à l'anglaise : "nine") est un groupe féminin de J-pop composé d'idoles japonaises, créé en 2005 par l'agence LesPros Entertainment.

## Histoire
9nine est un groupe formé en 2005 par la maison de production Les Pros Entertainment, et composé à l'origine de neuf jeunes filles entre 13 et 16 ans, chanteuses mais également actrices et animatrices d'émissions télévisées, et modèles pour livre de photo et magazines.
En janvier 2007, deux des membres, Azusa Matsuzawa et Miwako Wagatsuma, quittent le groupe et sont remplacées par Madoka Shimogaki et Umika Kawashima.
En décembre 2007, une autre, Rubi Kato, quitte brusquement le groupe après avoir publié sur son blog une photo purikura en compagnie du chanteur Takaki Yuya, les liaisons sentimentales n'étant pas acceptées par les amateurs d'idols ; son blog est fermé, et elle n'exercera plus d'activité artistique. Elle n'est cependant cette fois pas remplacée, rendant le nom du groupe caduc.
En mars 2009, trois autres membres, Marie Ashida, Mai Yoshida et Midori Yamaoka, quittent également le groupe sans qu'aucune raison officielle ne soit donnée, et 9nine continue à cinq membres.
En août 2010, deux autres membres, Madoka Shimogaki et Moe Miura, quittent le groupe, et sont remplacées par Kanae Yoshii et Hirona Murata.
Fin 2010, 9nine entre dans le monde de l'animation avec sa chanson Cross Over, générique de fin (ending) de la série anime Star Driver ~Kagayaki no Takuto~. Quelques mois plus tard, il enregistre aussi son second générique d'ouverture (opening) : Shining Star.
Le groupe d'idoles ont changé de label et signé avec SME Records en septembre 2010.
Leur émission TV de divertissement Go! Go! 9nine a été diffusée sur Tokyo MX entre septembre 2010 et mars 2011.
Le single Iiaru! Kyonshi ft. Hao Hao! Kyonshi Girl (イーアル！ キョンシー feat. 好好！キョンシーガール), sorti en novembre 2012, est la chanson thème du drama Hao Hao! Kyonshi Girl ~Tokyo Denshidai Senki~ (好好!キョンシーガール〜東京電視台戦記〜) avec en vedette Kawashima Umika. Elle y interprète le rôle d’un Daoshi (prêtre Taoïste) se battant contre des Jiang Shi (vampire ou zombie chinois).
Umika Kawashima a également joué dans Hôtel Transylvanie, Tank Top Fighter (タンクトップファイター) avec Erena Ono, Pin to Kona (ぴんとこな).
Début 2014, Satake Uki a doublé la voix du robot QT dans l’anime Space Dandy.
Umika Kawashima anime l’émission de divertissement I Am Bouken Shounen (アイ・アム・冒険少年) sur TBS en compagnie Takashi Okamura et Naoki Tanaka depuis avril 2014.
Uki Satake a fait ses débuts en tant que DJ en juillet 2014.
Le concert 9nine Dream Live in Nippon Budokan (武道館) a eu lieu en août 2014. Il s’agissait de leur premier live dans cette fameuse salle de spectacles.
Leur émission de radio 9nine plus a débuté en janvier 2015.
Le single Happy 7 Days, sorti en juin 2015, était leur premier disque depuis plus d’un an.
Les 9nine ont célébré leur 10e anniversaire au cours de l'été 2015.
Le single My Only 1, en vente en août 2015, était le thème de l'ending de l’anime Ultimate Otaku Teacher (電波教師 ; Denpa Kyoushi).
Umika Kawashima effectuera sa graduation en juillet 2016 pour poursuivre sa carrière en tant qu’actrice.

## Membres

### Membres actuelles
- Uki Satake (佐武宇綺, Satake Uki?)
- Sayaka Nishiwaki (西脇彩華, Nishiwaki Sayaka?) – Leader 2e génération – (Petite sœur d'Ayaka Nishiwaki)
- Kanae Yoshii (吉井香奈恵, Yoshii Kanae?) (arrivée en 2010)
- Hirona Murata (村田寛奈, Murata Hirona?) (arrivée en 2010)

### Ex-membres
- Azusa Matsuzawa (松沢梓, Matsuzawa Azusa?) (quitte en 2007)
- Miwako Wagatsuma (我妻三輪子, Wagatsuma Miwako?) (quitte en 2007)
- Rubi Katō (加藤瑠美, Katō Rubi?) (quitte en 2007)
- Marie Ashida (芦田万莉恵, Ashida Marie?) – Leader 1re génération (quitte en 2009)
- Mai Yoshida (吉田茉以, Yoshida Mai?) (quitte en 2009)
- Midori Yamaoka (山岡みどり, Yamaoka Midori?) (quitte en 2009)
- Madoka Shimogaki (下垣真香, Shimogaki Madoka?) (2007 - 2010)
- Moe Miura (三浦萌, Miura Moe?) (quitte en 2010)
- Umika Kawashima (川島海荷, Kawashima Umika?) (2007-2016)

## Discographie

### Albums
1. 21 mars 2007 – first 9
2. 9 juillet 2008 – second 9
3. 7 mars 2012 - 9nine
4. 13 mars 2013 - CUE
5. 18 juin 2014 - MAGI9 PLAYLAND

### Singles
Singles physiques
1. 14 février 2006 – Sweet Snow (indies)
2. 4 juin 2008 – Show TIME
3. 20 janvier 2010 – Pikari Nokage (ヒカリノカゲ?)
4. 1er décembre 2010 – Cross Over
5. 9 mars 2011 – SHINING☆STAR
6. 20 juillet 2011 – Natsu wanna say love U (夏 wanna say love U?)
7. 21 décembre 2011 – Chikutaku☆2NITE (チクタク☆2NITE?)
8. 25 janvier 2012 – Shōjo Traveler (少女トラベラー?)
9. 20 juin 2012 – Ryūsei no Kuchizuke (流星のくちづけ?)
10. 14 novembre 2012 - Yie Ar! Jiang Shi [feat. Hao Hao! Jiang Shi Girl] / Brave (イーアル! キョンシー (feat.好好！キョンシーガール)?)
11. 12 décembre 2012 - White Wishes
12. 6 février 2013 - colorful
13. 12 juin 2013 – Evolution No.9
14. 20 novembre 2013 – Re: (musique de Legal High)
15. 12 mars 2014 – With You / With Me
16. 17 juin 2015 – HAPPY 7 DAYS
17. 26 août 2015 – MY ONLY ONE
18. 3 mai 2016 – Ai Ai Ai (愛愛愛?)
19. 3 mai 2017 – Why don't you RELAX?
20. 16 août 2017 – SunSunSunrise / Yurutopia (SunSunSunrise／ゆるとぴあ?)

Singles numériques
1. 26 juillet 2006 - Shine
2. 30 août 2006 - Natsu Fuku (夏服?) (indies)
3. 14 février 2007 - Shiroi Hana (白い華?)
4. 30 avril 2008 - Sky (CM Version)
5. 25 juin 2008 - Merry-go-round (メリーゴーランド?)
6. 25 mars 2009 - Sakura Prelude (サクラプレリュード?)
7. 20 mai 2009 - Unbalance
8. 29 juillet 2009 - Happy x2 Eyes
9. 21 octobre 2009 - Smile Again / Totsuzen no Love Call (Smile Again/突然のラブコール?)

## DVD
1. 20 mai 2009 – It's SHOW TIME!! Ver:SAKURA '09 Part.1
2. 20 mai 2009 – It's SHOW TIME!! Ver:SAKURA '09 Part.2